# 東海神駅

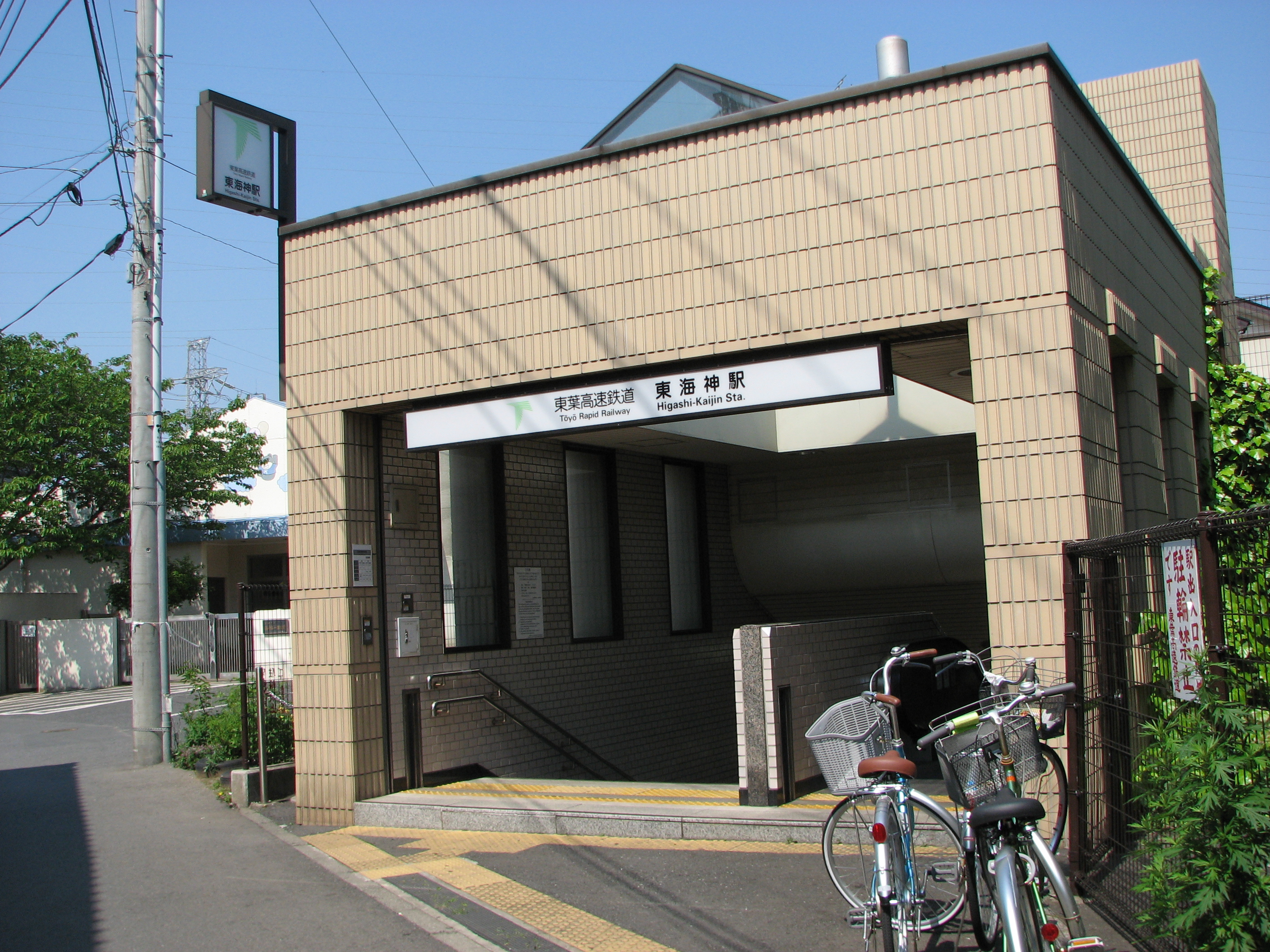
T1出入口（2007年5月）

東海神駅（ひがしかいじんえき）は、千葉県船橋市海神二丁目にある、東葉高速鉄道東葉高速線の駅である。駅番号はTR02。

## 歴史
- 1995年（平成7年）8月17日：駅名が決定[2]。
- 1996年（平成8年）4月27日：開業[1]。

## 駅構造
- 1面2線の島式ホームを持つ地下駅。ホームは地下2階で、改札は地下1階に1か所ある。自動改札機の他、有人改札口がある。
- ホームと改札を結ぶ階段はホームに対して西船橋側と東葉勝田台側の2か所あるが、エスカレーターは西船橋側のみ設置されている。改札内の同じフロアにトイレ（西船橋方向）がある。
- 地下1階は、線路に沿って自由通路があり、地上からは深い。西船橋側（T1海神方面）と東葉勝田台側（T4夏見方面）の出入口2か所（階段と通常は上り方向のみのエスカレーター）ある。
- ホームから地上までエレベーターおよび車椅子対応エスカレーターがあるが、地下1階から地上階行きエレベーターは、東葉勝田台側（T4夏見方面）の出入口にのみ設置されている。
- 西船橋側出口を出ると目の前に東武野田線の高架線路があるが、同線の新船橋駅、あるいは船橋駅・京成船橋駅方面やバス停へは東葉勝田台側の出口に向かう必要がある。
- 飯山満側に片渡り線を有する。通常ダイヤにおいて当駅始終着電車はないが、非常時にはこの渡り線を使用し、当駅で折り返し運転を行う場合がある。また、この渡り線にはノーズ可動式分岐器が使用されている。

### 海神トンネル
当駅は「海神トンネル」（A線・東葉勝田台方面行き 延長2,722 m、B線・西船橋方面行き 延長2,733 m）内に位置する。西船橋寄りは複線断面の泥水式シールド工法（延長1,250.5 m）で施工、当駅を含む東葉勝田台寄り（延長1,471.5 m）は開削工法で建設した。東葉高速線で最も長いトンネルである。東葉勝田台寄り坑口から高架橋への216 mの区間（夏見路盤）には、U形コンクリート擁壁とコンクリート・鋼製の覆蓋（シェルター）を設置する。

### のりば
| 番線 | 路線       | 方向 | 行先                   |
| ---- | ---------- | ---- | ---------------------- |
| 1    | 東葉高速線 | 下り | 飯山満・東葉勝田台方面 |
| 2    | 東葉高速線 | 上り | 西船橋・中野方面       |

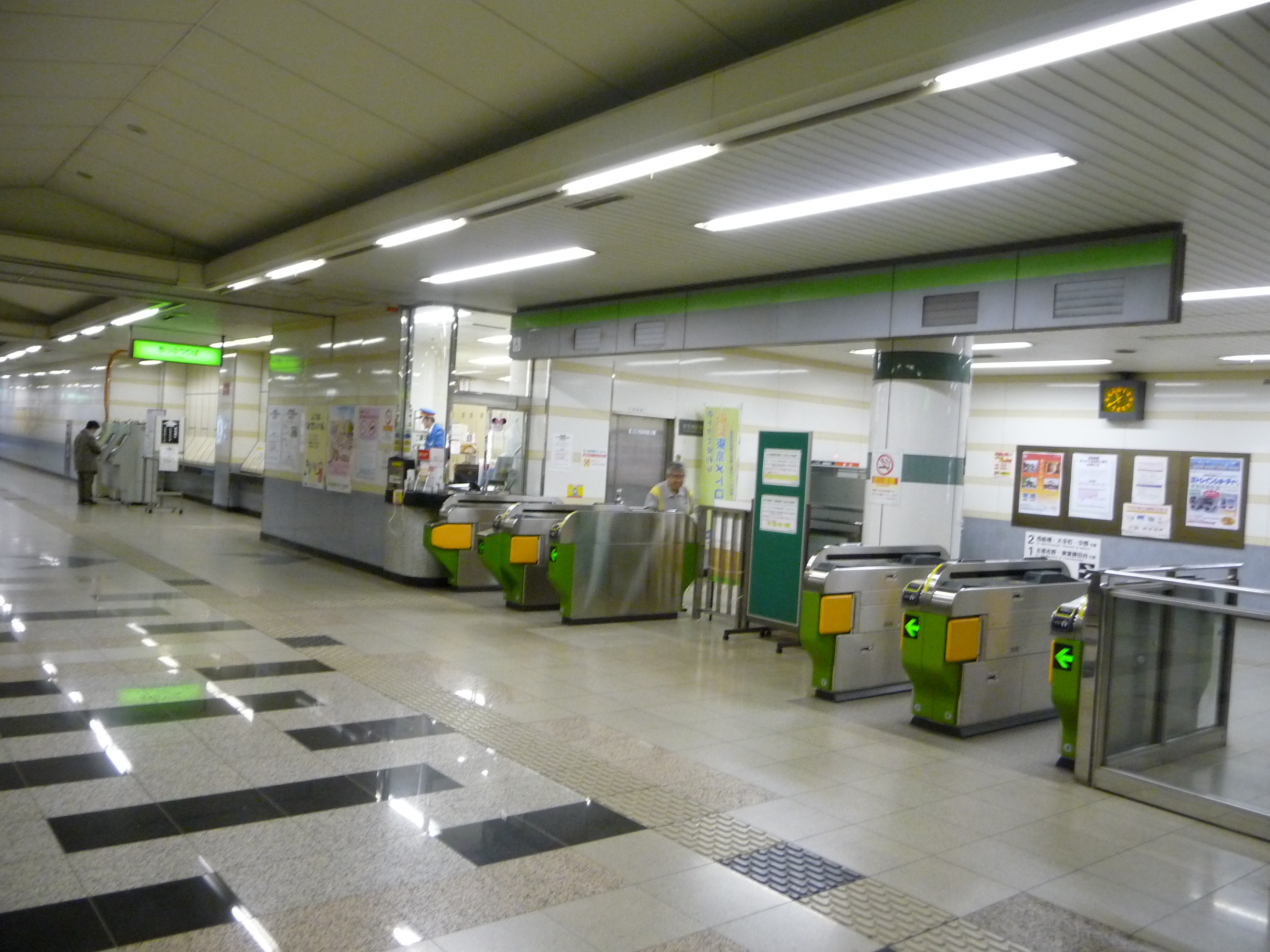
改札口と券売機（2009年2月）
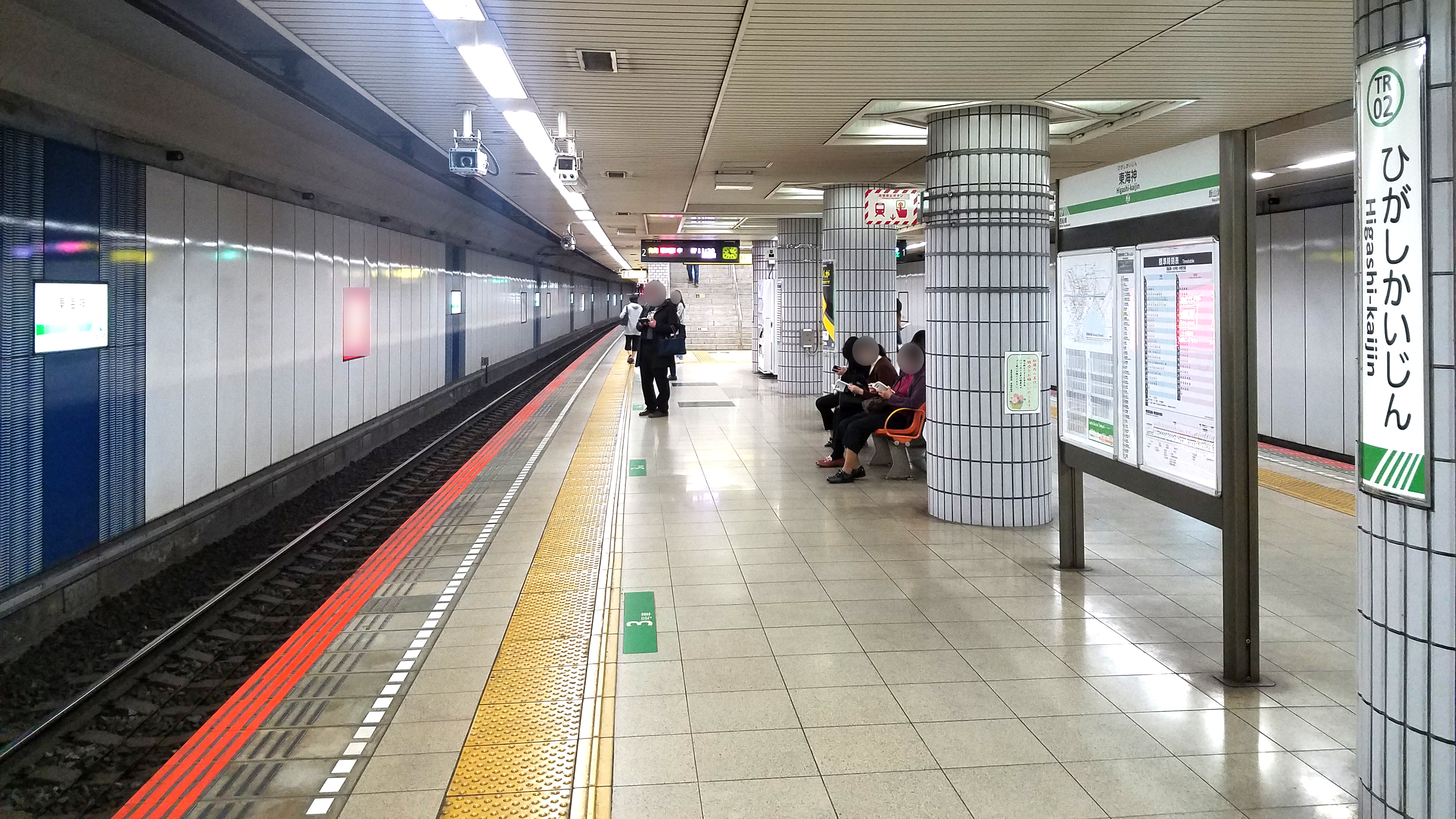
ホーム（2021年4月）

## 利用状況
2019年度の一日平均乗車人員は4,337人である。

## 駅周辺

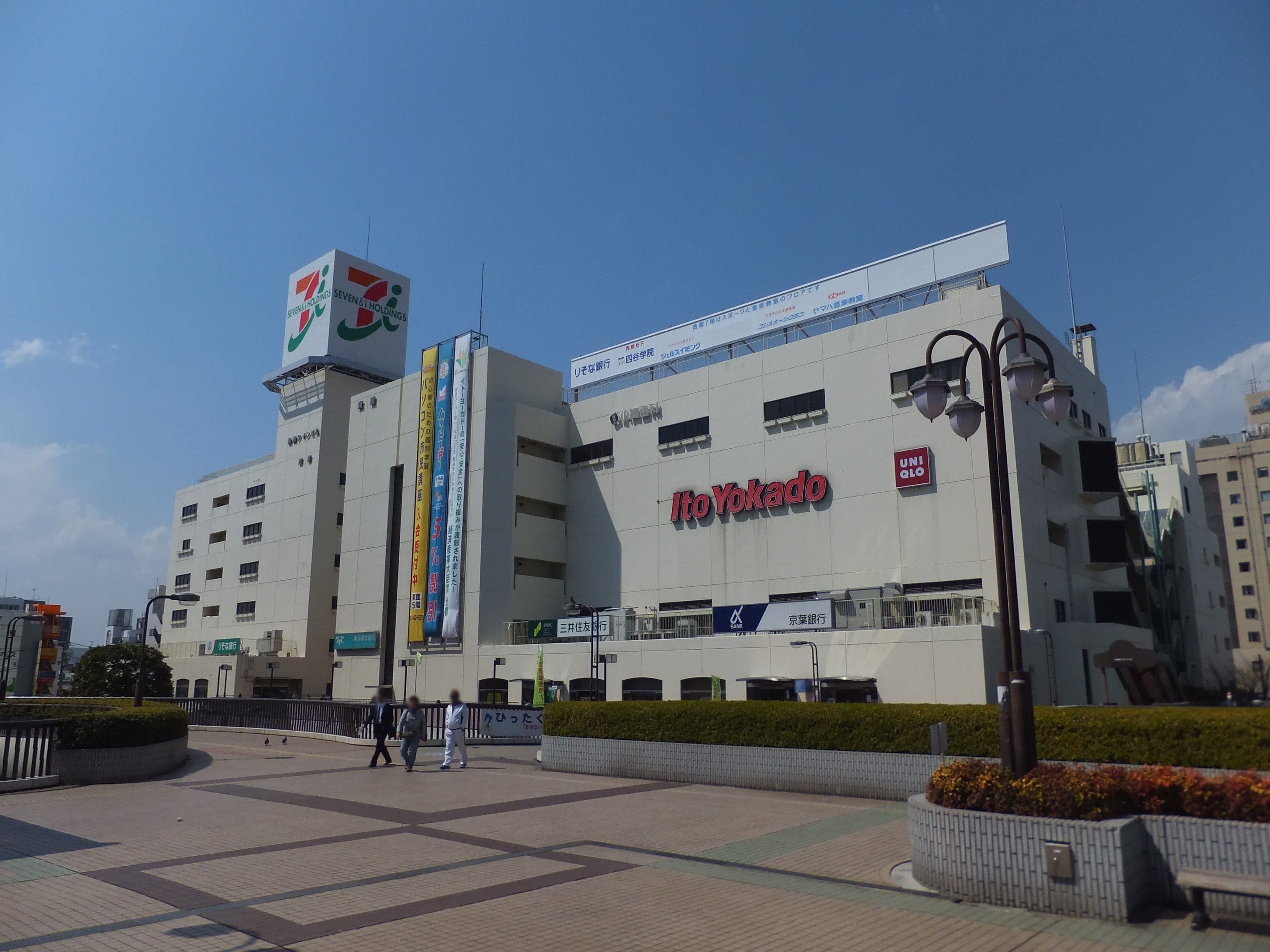
船橋ツインビル（イトーヨーカドー船橋店）

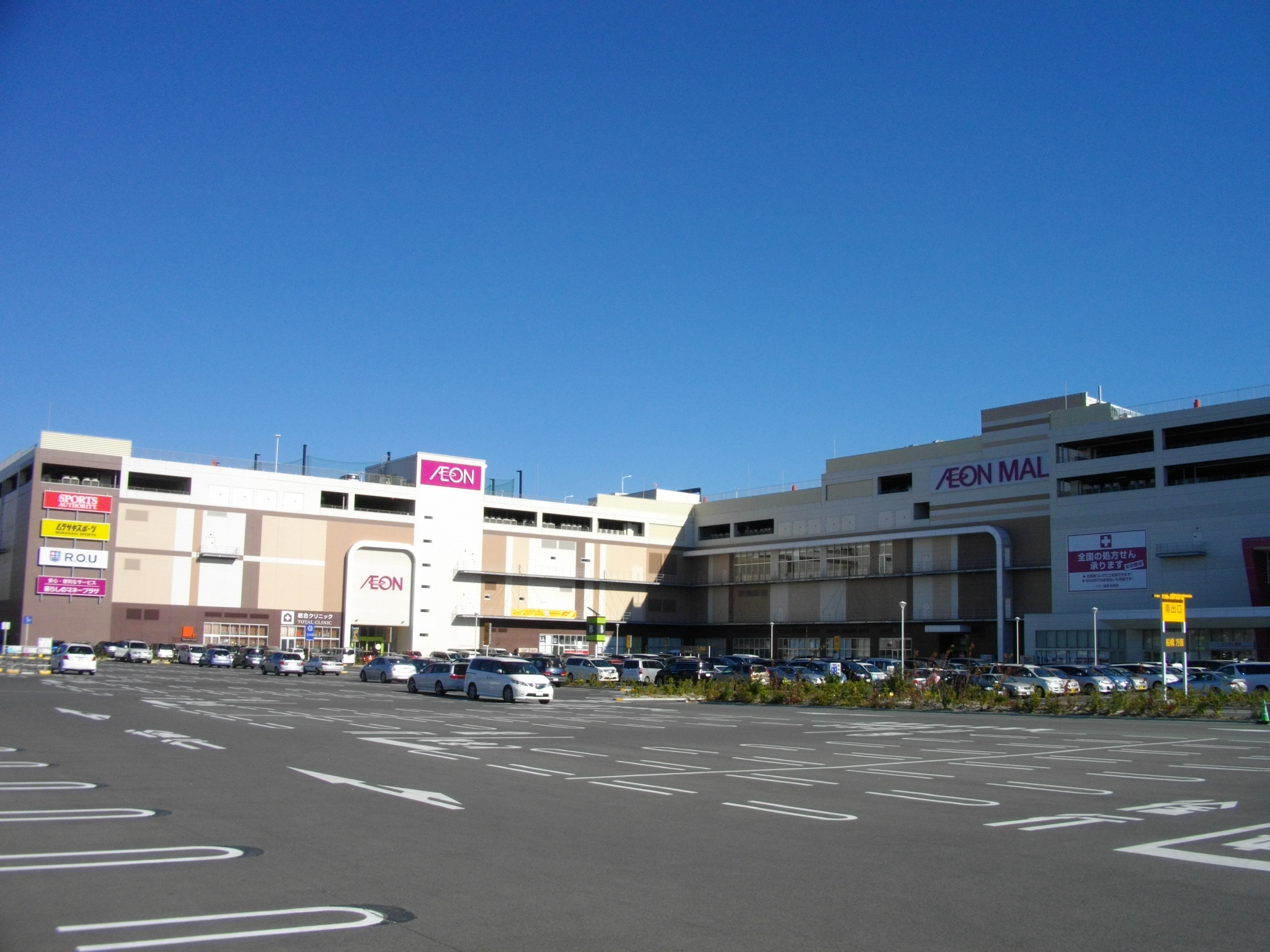
イオンモール船橋

駅東側には千葉県道9号船橋松戸線（区間の通称：市場通り）、千葉県道288号夏見小室線が走り、周辺地域ではマンション建設が進み、利用者が増加傾向にある。当駅北方の旭硝子工場等の跡地には、イオンモール船橋、プラウド船橋、船橋市保健福祉センターなどの大規模施設が建設されている。約1キロメートル圏内にはJR総武線船橋駅と京成船橋駅（徒歩約10分）、東武野田線（東武アーバンパークライン）新船橋駅（徒歩約10分）、京成電鉄本線海神駅（徒歩約12分）が位置する。振替輸送時のみに扱われるため、乗り換え案内はされていない。
都市計画道路等の計画はあるが既存住宅地が密集しているため、事業計画や認可の遅れから駅前整備もなく設けられたため駅前ロータリーなどはなく、バス停および船橋市設置の駅駐輪場から駅は200メートルほど離れている。駅北側を走る千葉県道9号船橋松戸線の延伸および交差点改良後、バス停が東海神駅入口に改名された。
- 船橋北口みらい図書館
- 船橋市飛ノ台史跡公園博物館（海神中学校隣接）- 徒歩12分[5]
  - 飛ノ台貝塚
- 船橋市立海神中学校（駅北西側）
- 船橋市立船橋中学校
- 船橋市立海神小学校（駅南側）
- 船橋市立八栄小学校
- 船橋市保健福祉センター（駅北側）
- 船橋総合病院（駅北側）
- 船橋市地方卸売市場
- 船橋北口郵便局
- 千葉銀行 船橋北口支店
- 東武百貨店 船橋店[6]
- イオンモール船橋 - 徒歩7分[7]
- マックスバリュ 新船橋店
- アコレ 船橋本町6丁目店
- Kメディカルモール
  - 業務スーパー 船橋店
- 昭和セレモニー 船橋儀式殿
- セレモ 船橋北口ホール
- 船橋ツインビル
  - イトーヨーカドー船橋店
  - りそな銀行 船橋支店
  - きらぼし銀行 船橋支店
  - 京葉銀行 船橋駅前支店
  - 三井住友銀行 船橋北口支店・鎌ヶ谷支店
- 海神山緑地
- 北本町森のシティさくら公園
- 海神東公園
- 海神蛇沼公園

## バス路線
| のりば       | 系統 | 主要経由地             | 行先       | 運行事業者            | 所管   | 備考     |
| ------------ | ---- | ---------------------- | ---------- | --------------------- | ------ | -------- |
| 東海神駅入口 | 船35 | 日本建鉄前・山手三丁目 | 船橋駅北口 | ■京成バス千葉ウエスト | 鎌ヶ谷 | 建鉄循環 |

## 隣の駅
東葉高速鉄道
 東葉高速線（東葉高速線内は全列車各駅に停車）
西船橋駅 (TR01) - 東海神駅 (TR02) - 飯山満駅 (TR03)

### 利用状況
私鉄の統計データ
千葉県統計年鑑
1. ↑  令和2年